# Anders Lilienberg
Anders Johan Lilienberg, född 15 november 1883, död 8 februari 1968, var en svensk ämbetsman.
Lilienberg, som från 1911 var anställd i Kommerskollegium och 1921 blev förste aktuarie där, blev 1923 filosofie doktor med avhandlingen Statens ställning till järnvägarna i Sverige. Han tjänstgjorde som sakkunnig vid flera utredningar bland annat järnvägskommittén 1919, arbetslöshetsutredningen 1928 och jordbruksutredningen 1929. Lilienberg ledde bearbetningen av materialet från 1931 års företagsräkning.